# Eleições estaduais no Paraná em 1945
As eleições estaduais no Paraná em 1945 aconteceram em 2 de dezembro sob regras firmadas no decreto-lei 7.586 e numa resolução do Tribunal Superior Eleitoral editada em 8 de setembro como parte das eleições no Distrito Federal, 20 estados e no território federal do Acre. Foram eleitos dois senadores e nove deputados federais enviados à Assembleia Nacional Constituinte para elaborar a Constituição de 1946 e assim restaurar o regime democrático após o Estado Novo.
Natural de Ponta Grossa, o advogado Flávio Guimarães é formado pela Universidade de São Paulo e antes de sua graduação dedicava-se à agricultura. Antes da estreia na política foi secretário de Fazenda e membro do Conselho Administrativo do estado. Graças aos dispositivos da Carta de 1934 foi eleito senador pela Assembleia Legislativa do Paraná em 1935, mas exerceu o mandato por apenas dois anos devido ao Estado Novo. Integrou a diretoria da superintendência paranaense da Caixa Econômica Federal assumindo o comando da mesma em 1945. No mesmo ano chegou a ser escolhido interventor federal em substituição a Manuel Ribas, entretanto a deposição de Getúlio Vargas impediu a troca. Sua carreira política, entretanto, teve sequência via PSD ao eleger-se senador cerca de um mês depois de sua "posse frustrada" no governo estadual. Por fim integrou a Academia Paranaense de Letras e o Centro de Letras do Paraná.
Gaúcho de Canguçu, Roberto Glasser veio para Curitiba ainda na infância. Anos depois combateu na Revolução Federalista e na Guerra do Contestado. Em razão da primeira exilou-se na Argentina e durante a segunda já havia entrado na Guarda Nacional e nela chegou a coronel. Eleito deputado estadual durante a República Velha, apoiou a Revolução de 1930. Fundador da revista Oito de Dezembro, foi secretário-geral da Associação Comercial do Paraná, além de fundador e presidente do Centro Cultural Interamericano de Curitiba. Presidente do Departamento Administrativo do Estado do Paraná, foi eleito senador em 1945 pelo PSD.

## Resultado da eleição para senador
Em razão de serem duas as vagas em disputa para senador, foram apurados 338.845 votos nominais.
| Candidatos a senador da República | Primeiro suplente de senador | Número | Coligação           | Votação | Percentual |
| --------------------------------- | ---------------------------- | ------ | ------------------- | ------- | ---------- |
| Flávio Guimarães PSD              | Júlio Moreira PSD            | -      | PSD (sem coligação) | 76.821  | 22,67%     |
| Roberto Glasser PSD               | Alípio Leite Júnior PSD      | -      | PSD (sem coligação) | 70.015  | 20,66%     |
| Getúlio Vargas PTB                | Não havia -                  | -      | PTB (sem coligação) | 57.756  | 17,05%     |
| José Macedo UDN                   | Não havia -                  | -      | UDN (sem coligação) | 44.962  | 13,27%     |
| Rocha Loures UDN                  | Não havia -                  | -      | UDN (sem coligação) | 38.022  | 11,22%     |
| Teodorico Martins PTB             | Não havia -                  | -      | PTB (sem coligação) | 22.054  | 6,51%      |
| Tasso da Silveira PRP             | Não havia -                  | -      | PRP (sem coligação) | 8.326   | 2,46%      |
| Manuel Barreto de Alencar PRP     | Não havia -                  | -      | PRP (sem coligação) | 7.740   | 2,28%      |
| Luís Carlos Prestes PCB           | Não havia -                  | -      | PCB (sem coligação) | 6.870   | 2,03%      |
| Otávio da Silveira PCB            | Não havia -                  | -      | PCB (sem coligação) | 6.279   | 1,85%      |

## Deputados federais eleitos
São relacionados os candidatos eleitos com informações complementares da Câmara dos Deputados.

Representação eleita
  PSD: 6
  UDN: 2
  PTB: 1

Fonteː
| Deputados federais eleitos | Partido | Votação | Percentual | Cidade onde nasceu | Unidade federativa |
| Fernando Flores            | PSD     | 17.750  |            | Montenegro         | Rio Grande do Sul  |
| Munhoz de Melo             | PSD     | 15.984  |            | Curitiba           | Paraná             |
| Lauro Lopes                | PSD     | 12.442  |            | Curitiba           | Paraná             |
| João Aguiar                | PSD     | 9.454   |            | Ribeirão Preto     | São Paulo          |
| Bento Munhoz da Rocha      | UDN     | 9.290   |            | Paranaguá          | Paraná             |
| Aramis Athayde             | PSD     | 9.178   |            | Curitiba           | Paraná             |
| Melo Braga                 | PTB     | 7.879   |            | Curitiba           | Paraná             |
| Erasto Gaertner            | UDN     | 6.952   |            | Curitiba           | Paraná             |
| Gomy Júnior                | PSD     | 5.890   |            | Curitiba           | Paraná             |